# 朱利奥·埃斯特宫
朱利奥·埃斯特宫（Palazzo di Giulio d’Este）是意大利费拉拉的一座历史建筑，位于埃尔科莱一世·埃斯特大街（Corso Ercole I d’Este）16号。

## 历史
该建筑由比亚焦·罗塞蒂设计，建于1494年颁布埃尔科莱新区法令之后，属于埃尔科莱一世·埃斯特的私生子朱利奥·埃斯特。1506年朱利奥因参与阴谋推翻费拉拉公爵阿方索一世·埃斯特而被判入狱。该建筑成为朱利奥的敌人伊波利托·埃斯特枢机主教的财产。 
后来的业主萨伏伊的皮奥家族用伊格纳齐奥·卡本里、乔瓦尼·巴蒂斯塔 dall'Ettore和莱奥波多·西科尼亚拉的画作来装饰宫殿。
2015年，该建筑成为费拉拉省督府。